# Ured za dokumentaciju i istraživanje zločina komunizma
Ured za dokumentaciju i istraživanje komunističkih zločina (češ.: Úřad dokumentace a vyšetřování zločinů komunismu- ÚDV) je posebna policijska jedinica u Češkoj koje istražuje kaznena djela iz razdoblja 1948. – 1989. koji su bili nerješiva iz političkih razloga u doba vlasti čehoslovačkog komunističkog režima. Glavno je sjedište u Pragu. Ured je osnovan 1. siječnja 1995. godine.
Ured istražuje i dokumentira djelovanje od komunističkog režima i njenog represivnih aparata u pogledu na kršenja ljudskih i međunarodnog prava, ugnjetavanja raznih političkih, vjerskih, socijalnih i drugih skupina, te djelovanja tajne policije STB, montirane političke sudske postupke i nezakonita izvršenja ubojstva.

## Vanjske poveznice
- Webstranica ureda